# Faeton (planeta)
Faeton – hipotetyczna planeta, która miała jakoby istnieć pomiędzy orbitami Marsa a Jowisza. Jej istnienie zakłada reguła Titiusa-Bodego, zgodnie z którą odległość każdej planety w Układzie Słonecznym od Słońca spełnia prostą regułę arytmetyczną, a więc wśród dotychczas odkrytych brakuje jednej planety pomiędzy Marsem a Jowiszem.

## Poszukiwania Faetona
Po wysunięciu tej hipotezy astronomowie rozpoczęli gorączkowe poszukiwania brakującej planety na wyznaczonej orbicie (ok. 2,7 j.a.). Wszyscy potwierdzali jednak, że planeta musi być wyjątkowo mała, skoro nigdy przedtem jej nie zaobserwowano. W roku 1801 Giuseppe Piazzi odkrył w tym miejscu nieduże ciało niebieskie, które nazwał Ceres. Astronomowie na całym świecie błyskawicznie okrzyknęli ją nową, brakującą planetą, jednak następne lata miały przynieść rozczarowanie. W roku 1802 Heinrich Wilhelm Olbers odkrył na podobnej orbicie inne, podobne ciało nazwane Pallas. Wkrótce potem odnaleziono następne ciała niebieskie w podobnej odległości od Słońca – Juno i Westę.
Pojawiła się wkrótce sugestia, że żadne z tych licznych ciał nie jest planetą, ale są one planetoidami – obiektami powstałymi w wyniku rozbicia innej, większej planety przez jakąś kosmiczną katastrofę. Nie nadano jeszcze wówczas tej hipotetycznej, zniszczonej planecie nazwy ani nie określono jej rozmiarów, przez co stała się pożywką dla autorów powieści science-fiction.

## Nazwa
W XX wieku rosyjski specjalista od meteorów, Eugeniusz Leonidowicz Krinow, zasugerował, aby hipotetyczną planetę nazwać mianem Faetona, syna boga Słońca, Heliosa, który został strącony piorunem przez Zeusa.

## Stan dzisiejszy
Zgodnie z dzisiejszym stanem wiedzy istnienie Faetona było niemożliwe, gdyż całkowita masa znanych planetoid (i prawdopodobnie wszystkich w pasie) to mniej niż 1/24 masy Księżyca. Niektórzy tłumaczyli ten stan przypuszczeniem, że Mars także jest częścią Faetona, jednak nie zadowalało to reguły Titiusa-Bodego. Inni twierdzą, że odkryto zbyt mało planetoid i gdy poznamy ich wystarczająco dużo, ich masa będzie wystarczająca. Na obecny stan wiedzy istnienie Faetona jest jednak podważane.